# Jasper (Alberta)
Jasper este un district municipal special cu 4051 de locuitori (2011) din Parcul Național Jasper, provincia Alberta, Canada fiind punctul terminal al șoselei Icefields Parkway care o leagă de Lake Louise. Localitatea a servit ca punct comercial al firmei Hudson’s Bay Company. El se află în districtul municipal special, Jasper.

## Așezare
Jasper este amplasat la altitudinea de 1.062 m deasupra n.m., în nordul provinciei Alberta la granița cu British Columbia la 287 km de  Banff (Alberta), 362 km de  Edmonton (Alberta), 414 km de Calgary (Alberta) și la  863 km de Vancouver (British Columbia). Districtul se află în Diviziunea de recensământ 15. El se întinde pe suprafața de 925.52 km2  și avea în anul 2011 o populație de 4,051 locuitori.

## Clima
| Temperatura (anuală) | medie (max/min) (media pe zi) | ploi-/zapadă (pe luni) |
| - Ianuarie - Februarie - Martie - Aprilie - Mai - Iunie - Iulie - August - Septembrie - Octombrie - Noiembrie - Decembrie | - - 7,8 °C / -17,8 °C - - 0,6 °C / -12,2 °C - + 3,2 °C / - 8,6 °C - + 9,6 °C / - 2,9 °C - +15,6 °C / + 1,7 °C - +19,2 °C / + 5,6 °C - +22,5 °C / + 7,6 °C - +21,4 °C / + 7,0 °C - +16,4 °C / + 3,2 °C - +10,3 °C / - 1,0 °C - + 0,7 °C / - 8,5 °C - - 4,9 °C / -13,6 °C | - 2,4 mm / 38,1 mm - 2,2 mm / 21,7 mm - 3,2 mm / 14,7 mm - 12,7 mm / 10,9 mm - 30,3 mm / 3,1 mm - 54,8 mm / 0,0 mm - 49,7 mm / ---- - 48,4 mm / 0,1 mm - 36,8 mm / 1,1 mm - 24,2 mm / 5,4 mm - 8,6 mm / 24,6 mm - 5,4 mm / 32,7 mm |